# Stock, Aitken & Waterman
Stock, Aitken & Waterman (anche riportati con la grafia Stock Aitken Waterman gli acronimi SAW - scritto anche S/A/W) è il nome collettivo con cui sono maggiormente conosciuti Mike Stock, Matt Aitken e Pete Waterman, trio di produttori britannico, molto famosi a cavallo degli anni ottanta e degli anni novanta, periodo nel quale sono stati i protagonisti indiscussi del cosiddetto Europop, creando un sound dance, basato sulla ripetizione di linee di basso altamente percussive e groove di batteria elettronica praticamente riutilizzate, con lievi variazioni, in tutti i brani da loro prodotti, e campionate da moltissimi artisti o gruppi coevi e posteriori.
Fra gli artisti e i gruppi che sono stati prodotti dal trio vi sono Kylie Minogue, Jason Donovan, Rick Astley, le Bananarama, Donna Summer, Sinitta, Sonia (cantante britannica), i Big Fun, Sabrina Salerno, Samantha Fox, i Dead or Alive, Mandy Smith, Mel & Kim, Cliff Richard, Laura Branigan, Hazell Dean, i Brother Beyond, i Canton.

## Storia
Due dei primissimi lavori realizzati da Stock, Aitken & Waterman nel 1984 furono per Divine e per Hazell Dean; poi, tra il 1985 e il 1990, collezionarono 13 successi nº 1 nella classifica britannica dei singoli. Dall'album di debutto prodotto per la cantante britannica Princess furono estratti i quattro singoli di successo Say I'm Your Number One, I'll Keep on Loving You, After the Love e Tell Me Tomorrow.
Dopo questo grande esordio, il successo del trio esplose realizzando la celebre nº 1 mondiale You Spin Me Round (like a Record), portata al successo dal gruppo britannico Dead or Alive, capitanato da Pete Burns. Stock, Aitken & Waterman produssero per la band di Burns anche il secondo album, intitolato Youthquake, del 1985, e il terzo, Mad, Bad and Dangerous to Know. Un altro gruppo che deve l'apice del successo ai tre produttori è il trio femminile britannico Bananarama, per il quale Stock, Aitken & Waterman realizzarono la loro canzone più famosa, Venus, nº 1 negli Stati Uniti e successo planetario, nonché l'intero album successivo, Wow!, del 1987, e un paio di tracce del precedente True Confessions. Un altro artista diventato celebre grazie alla produzione del terzetto è Rick Astley, soprattutto nel caso della nº 1 britannica Never Gonna Give You Up e dei suoi primi due album. Il trio realizzò anche alcuni dischi in proprio, come Roadblock, per lo più strumentali, destinati al mercato della musica da discoteca.
Verso la metà degli anni novanta, con la partenza di Matt Aitken, il team si ridusse a un duo, coerentemente ribattezzatosi Stock & Waterman, e continuò a produrre i precedenti e altri artisti, anche se con minore successo. Uno dei lavori del nuovo periodo fu l'ultimo album di successo delle Bananarama, Please Yourself, insieme a diversi singoli della cantante Sybil; ebbero anche un discreto riscontro negli Stati Uniti con il gruppo femminile statunitense Boy Krazy.
Il duo si sciolse nel 1993.
In seguito Mike Stock e Matt Aitken produssero nuovi artisti come Robson & Jerome, che vendettero milioni di dischi raggiungendo più volte i vertici della classifica britannica, e come il gruppo Scooch, che riuscì a raggiungere la top ten; Pete Waterman, invece, scalò le classifiche producendo con Topham, Twigg e altri il gruppo Steps, che vendette oltre 20 milioni di dischi.

## Discografia

### EP e singoli
- 1986 – Roadblock
- 1987 – Packjammed with the Party Posse
- 1988 – Success (attribuito a Sputnik Aitken Waterman)
- 1988 – S.S. Paparazzi
- 1988 – All the Way (con la squadra di calcio britannica)
- 1991 – Roadblock (con Einstein)

### Raccolte
- 1987 – The Hit Factory: The Best of Stock Aitken Waterman
- 1988 – The Hit Factory Volume 2
- 1989 – The Hit Factory Volume 3
- 1990 – A Ton of Hits: The Very Best of Stock Aitken Waterman
- 2000 – The Hit Factory: Pete Waterman's Greatest Hits
- 2005 – Stock Aitken Waterman Gold